# Minerva Motor Indonesia
PT. Minerva Motor Indonesia (MMI) mit Sitz Jakarta, Indonesien ist ein Hersteller von Motorrädern und Motorrollern. In Indonesien und Nachbarländern werden die Motorräder u. a. unter dem Markennamen Minerva Sachs vertrieben.    

## Produkte
Motorräder mit Motoren bis 250 cm³ Hubraum entstehen dort, meist für den asiatischen Raum. Der indonesische Staat subventioniert jedes verkaufte Motorrad mit einer Prämie. Zurzeit werden 8000 Einheiten pro Monat gebaut. Das Werk wurde 2013 erweitert, um der wachsenden Nachfrage gerecht zu werden. Indonesien ist der drittgrößte Motorradmarkt der Welt.
Die Motoren werden von SYM in Taiwan produziert.
Minerva Sachs nimmt auch an Motorradrennen teil.

Logo Minerva Sachs Racing

### Minerva Sachs
Die New Superior Ltd. mit Sitz in Hongkong hat 2006, 99,5 Prozent der Anteile an der Nürnberger Sachs Fahrzeug und Motortechnik GmbH erworben. Verkäufer waren die geschäftsführenden Gesellschafter, die die Anteile 2002 mittels eines Management-Buy-out erworben hatten. Die Geschäftsführung schied nunmehr aus dem Unternehmen aus. Der Standort Nürnberg soll als Entwicklungs- und Fertigungsstandort des Zweiradherstellers Sachs erhalten bleiben. Zuletzt beschäftigte das Unternehmen rund 120 Mitarbeiter. Die New Superior Ltd. ist Tochter einer Hongkong-chinesischen Fahrzeuggruppe, die einer der größten Zulieferer für die Produktion von Motorrädern ist. Die Gruppe beliefert in Europa etwa Motorradhersteller mit Rahmen und Felgen. 
Seit 2008 besteht eine Co-Branding und Produktionsvereinbarung mit der dem deutschen Hersteller SFM (vormals Sachs Fahrzeug- und Motorentechnik GmbH), die Benutzung der Marke Sachs begründet. 
Auf dem Logo der Motorräder steht Minerva Sachs Germany. Der Werbespruch der Firma lautet „Designed in Europe – ridden around the world“.

### Weitere Kooperationen
Über das US-amerikanische Unternehmen Fischer wird in Nordamerika eine Minerva Sachs Fischer MRX 650 angeboten. Dieses Motorrad wird in den USA gebaut. Ferner arbeitet man mit der britischen Firma Megelli Motorcycles zusammen. Das Unternehmen verkauft in Indonesien die Megelli 250 RE.

Werbe-Logo Minerva Sachs